# 時鐘座R
時鐘座R，又名CD-50 860，HD 18242、SAO 、HR 868，是時鐘座的一颗恒星，视星等为4，位于銀經265.46，銀緯-57.38，其B1900.0坐标为赤經2h 50m 33.2s，赤緯-50° -57.38′ 52″。